# U progu wolności
U progu wolności (tyt.oryg. Në prag të lirisë) – albański film fabularny z roku 1981 w reżyserii Kristaqa Mitro i Ibrahima Muçaja, na motywach powieści Para Agimit Shefqeta Musaraja.

## Opis fabuły
Akcja filmu rozgrywa się pod koniec II wojny światowej. Mając poparcie władz niemieckich grupa Albańczyków formują rząd kolaborujący z okupantem. Ich plany demaskuje młody Qemal Orhanaj. W obliczu zagrożenia członkowie rządu uciekają z kraju. W listopadzie 1944 r. zaczyna się bitwa o wyzwolenie Tirany.
Film realizowano w Tiranie.

## Obsada
- Bujar Asqeriu jako Qemal Orhanaj
- Elvira Diamanti jako Arta
- Pjetër Gjoka jako Profesor
- Liza Laska jako Evgjenia
- Antigoni Goxhi jako Ermira
- Arben Piro jako filozof
- Sulejman Pitarka jako Hafiz
- Agim Qirjaqi jako Lumo Skendo
- Ndrek Shkjezi jako Hajdar Kasimati
- Gjergji Lala jako Petrit
- Sotiraq Bratko jako pułkownik Fihti
- Kristaq Skrami jako Astrit
- Edmond Tare jako Ajet Velo
- Lutfi Hoxha jako Veliu
- Bujar Kaceli jako właściciel gazety
- Gjergji Lala jako kapitan